# Sobornost
 (octobre 2014).
Si vous disposez d'ouvrages ou d'articles de référence ou si vous connaissez des sites web de qualité traitant du thème abordé ici, merci de compléter l'article en donnant les références utiles à sa vérifiabilité et en les liant à la section « Notes et références ».

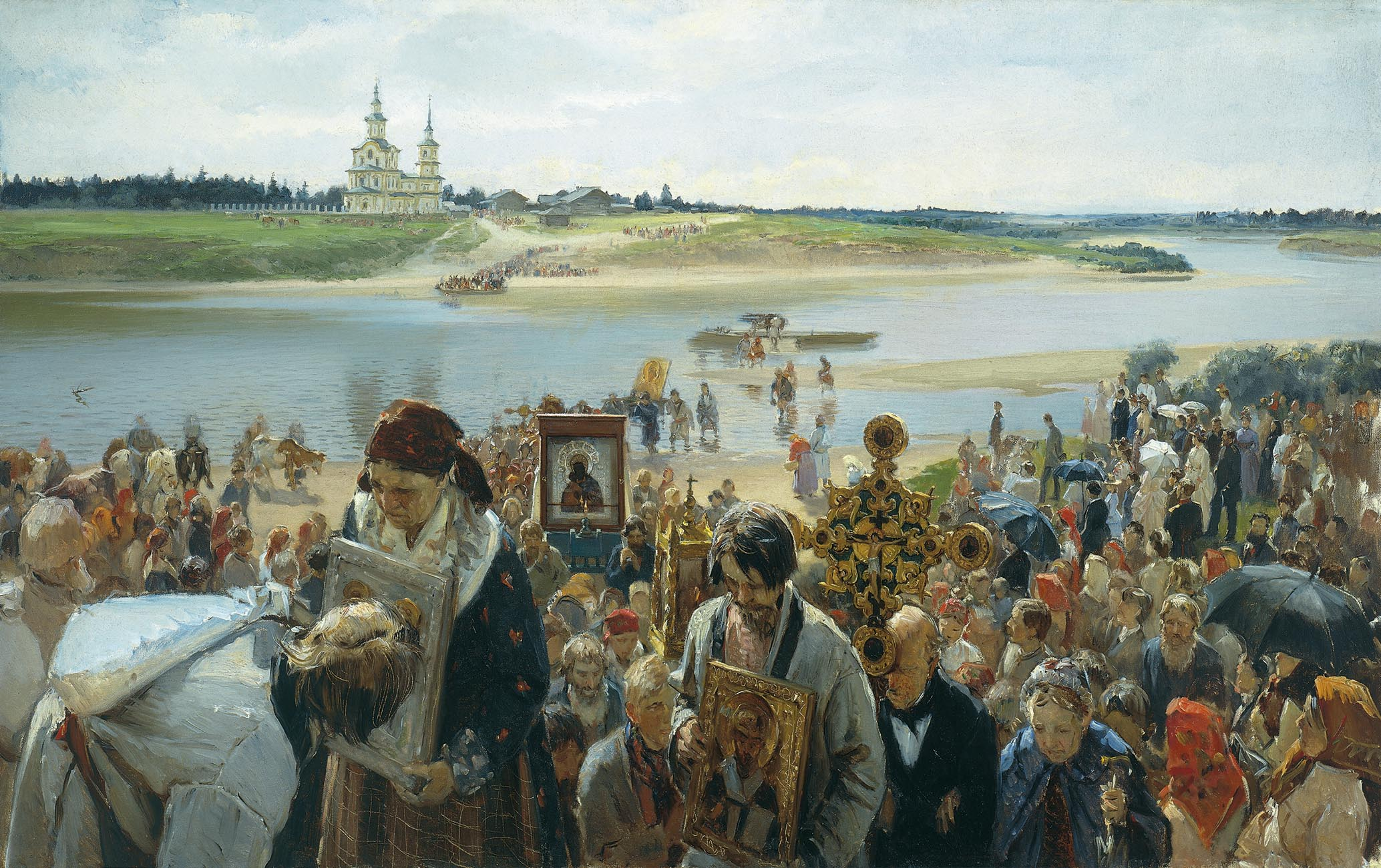
La Procession de Pâques au bord de la Louza (1893), Musée Russe

Sobornost (en russe : соборность "communauté spirituelle de personnes vivant ensemble") est un terme russe important dans le vocabulaire religieux et philosophique au sein de l'Église orthodoxe russe. 
Le terme de Sobornost est la traduction du terme grec καθολικός katholicos (catholique, universel) utilisé dans le credo de Nicée. Sobornost désigne alors la catholicité, l'universalité de l’Église, mais en insistant dans le sens d'une communion. Sobor signifie en slavon assemblée ou concile. Sobornost désignerait alors la réalité de l'Église en tant que son fonctionnement est conciliaire, son autorité reposant sur les conciles universels présidés et unis par le Saint Esprit.
Ce terme a pris une importance particulière au sein de la philosophie slavophile, notamment avec Alexis Khomiakov et Ivan Kireïevski, philosophes russes de la fin du XIXe siècle. Il est alors employé en vue d'exprimer la possibilité d'une communion entre les personnes respectant les différences, en opposition d'une part: à une fusion supprimant toute individualité et toute liberté; d'autre part, à l'individualisme sans communion. Sobornost qualifie alors, selon Khomiakov, l'idéal d'une communauté humaine fraternelle. Khomiakov estimait que l'Occident avait progressivement perdu le sens de la communion. 
Khomiakov et Kireievski ont utilisé à l'origine le terme de sobornost pour désigner la coopération au sein de la fédération de Russie obshchina, unis par un ensemble de convictions communes et les valeurs du christianisme orthodoxe, en opposition au culte de l'individualisme en Occident.

## Philosophie
En tant que terme philosophique, il a été utilisé par Nicolas Lossky et d'autres penseurs russes du XXe siècle pour désigner une voie médiane de coopération entre des idées opposées. Cela est basé sur la dialectique de Hegel (thèse, antithèse, synthèse), bien qu'au sein de la philosophie russe, ce serait considéré comme une simplification de Hegel. La philosophie hégélienne a également influencé à la fois Khomyakov et Kireïevsky, qui ont exprimé l'idée d'un ordre organique ou spontané.
La synthèse est le point où sobornost provoque le changement. La formule hégélienne est à la base de l'historisme. Nicolas Lossky, par exemple, utilise le terme pour expliquer quelle motivation serait derrière les personnes travaillant ensemble vers un but commun, historique ou social, plutôt que de la poursuite de l'objectif individualiste. Lossky l'utilise presque comme un terme mécanique pour définir le moment où la dichotomie ou la dualité d'un conflit est transcendée ou la façon dont il est transcendé.[pas clair]
Kireïevsky a affirmé que "la somme totale de tous les chrétiens de tous les époques, passées et présentes, comprend une assemblée de fidèles indivisible et éternellement vivante, formée à la fois par l'unité de la conscience et par la communion de la prière". Le terme en général exprime l'unité, la solidarité au fondement de l'Église.
À partir de Vladimir Soloviev, sobornost a été considérée comme la base à partir de laquelle il était possible d'envisager le mouvement œcuménique dans l'Eglise orthodoxe russe. Sergei Bulgakov, Nikolai Berdyaev, Paul Florensky ont été des partisans de l'esprit de sobornost entre les différentes confessions chrétiennes.
Nicolas Lossky a expliqué que sobornost impliquait "la combinaison de la liberté et l'unité de nombreuses personnes sur la base de leur amour commun pour la même valeur absolue." Ceci est en contraste avec l'idée de fraternité, qui est une soumission à une fraternité comme un avantage pour l'individu. Sobornost est une piété proche de la kénose en ce que la personne renonce à l'auto-bénéfice pour la collectivité (ou ecclésia), étant entraînée par theophilos (agapé) plutôt que adelfikós (fraternité).
Comme l'exprime Kireïevsky, la définition de sobornost comme "La plénitude de la société, combinée à l'autonomie personnelle et de la diversité individuelle des citoyens, n'est possible que sur la condition de la liberté de la subordination des personnes distinctes à de valeurs absolues et en leur libre créativité fondée sur l'amour de l'ensemble, l'amour de l'Eglise, l'amour de leur nation et de l'État, et ainsi de suite.[pas clair]